# Jo Bonfrere
Johannes „Jo“ Bonfrere (* 15. Juni 1946 in Eijsden, Limburg) ist ein ehemaliger niederländischer Fußballspieler und -trainer, der bereits Nationaltrainer verschiedener Verbände in Afrika und Asien war. Im olympischen Fußballturnier 1996 führte er Nigeria zur Goldmedaille.

## Karriere

### Spieler
Als Spieler war Bonfrere für den niederländischen Verein MVV Maastricht aktiv. Bonfrere gehörte 1974 zum Nationalmannschaftskader, wurde aber vor der WM 1974 aus dem Kader gestrichen.

### Vereinstrainer
Nach eine Tätigkeit als Chefscout beim MVV Maastricht begann er seine Trainerlaufbahn 1980 als Trainer der U21 des Verein und als Trainerassistent der Ersten Mannschaft unter Leo Steegman, Cor van der Hart und Pim van de Meent. Anschließen war er 1986/87 Assistent von Rob Baan bei Roda JC. 1987–1988 und 1992/93 war Bonfrere Trainer beim belgischen KFC Verbroedering Geel. 1989 war er Assistent von René Desaeyere bei Germinal Ekeren. 1998 und 2001–2002 war er jeweils kurze Zeit Trainer bei Al-Wahda in Abu Dhabi. In der Saison 2002/03 war er beim ägyptischen Erstligisten Al-Ahly Kairo, bei dem er entlassen wurde, als er am letzten Spieltag die Meisterschaft noch aus der Hand gab.
Von Dezember 2006 bis Anfang Dezember 2007 trainierte Bonfrere den chinesischen Erstligisten Dalian Shide; anschließend kehrte er zu seinem dritten Engagement bei Al-Wahda nach Abu Dhabi zurück, wurde jedoch nach nicht einmal drei Monaten wieder entlassen, nachdem sein Team von acht Spielen nur vier gewinnen konnte.
Weitere Stationen waren 2011 in China bei Henan Jianye, 2015 als Techniktrainer der Jugend des MVV Maastricht und 2017 in China bei BD Yingli ETS.

### Nationaltrainer
Von 1990 bis 1995 war Bonfrere Trainerassistent von Clemens Westerhof und Shaibu Amodu in der nigerianischen Nationalmannschaft. Anschließen bis 1996 und erneut von 1999 bis 2001 war er Cheftrainer. Im Fußballturnier der Olympischen Sommerspiele 1996 war er Mannschaftsverantwortlicher des nigerianischen Olympiaauswahl beim Gewinn der Goldmedaille in Atlanta. Er war ebenfalls Nationaltrainer in Katar und in den Vereinigten Arabischen Emiraten.
Im Juni 2004 engagierte ihn Südkorea als Nachfolger von Humberto Coelho. Bonfrere führte mit seinem deutschen Assistenztrainer Robert Jaspert die Mannschaft souverän zur Qualifikation für die Fußball-Weltmeisterschaft 2006, trat aber am 23. August 2005 von sich aus zurück, nachdem man ihm von Verbandsseite in die Mannschaftsaufstellung reden wollte.